# تايلر سميث
تايلر سميث (بالإنجليزية: Telle Smith)‏ هو مغن مؤلف وعازف قيثارة أمريكي، ولد في 9 أغسطس 1986 في دايتون في الولايات المتحدة.

## وصلات خارجية
- تايلر سميث على موقع ميوزك برينز (الإنجليزية)
- تايلر سميث على موقع ميوزك برينز (الإنجليزية)
- تايلر سميث على موقع أول ميوزيك (الإنجليزية)
- تايلر سميث على موقع ديسكوغز (الإنجليزية)